# Lennie Niehaus
Leonard Niehaus (ur. 1 czerwca 1929 w Saint Louis, zm. 28 maja 2020 w Redlands) – amerykański muzyk jazzowy, saksofonista altowy, kompozytor i aranżer. Twórca muzyki filmowej.

## Życiorys
Jego rodzicami byli: Aaron „Père” i Clariss z d. Weissman. Matka była gospodynią domową, ojciec zaś, rosyjski imigrant pochodzenia żydowskiego, był zawodowym skrzypkiem. Grał w orkiestrze, która ilustrowała muzyką nieme filmy podczas seansów kinowych. W połowie lat 30., gdy kino się udźwiękowiło, przeniósł się z rodziną z Missouri do Los Angeles, gdzie grał w orkiestrach studyjnych hollywoodzkich wytwórni filmowych.

### Młode lata
Lennie miał siostrę, która została pianistką koncertową. W wieku siedmiu lat ojciec zaczął go uczyć gry na skrzypcach. Nieco później sięgnął po fagot. Lubił orkiestrę Harry’ego Jamesa. Gdy w 1942 usłyszał jej saksofonistę tenorowego Corky’ego Cormorana w utworze The Mole, postanowił grać na tenorze. Mój ojciec był w szoku – wyznał później w wywiadzie. Powiedział, że będę grał albo na fortepianie, albo na skrzypcach. Że grając na saksofonie, wyląduję w domu publicznym. I właściwie miał rację. Później grałem w małych klubach o nie najlepszej reputacji. Ostatecznie jego koronnym instrumentem został saksofon altowy.
Uczęszczając do Roosevelt High School, grał w orkiestrze Phila Carreona, dla której też zaaranżował szereg utworów. W jej skład w różnym czasie wchodzili m.in. saksofoniści Herb Geller, Herbie Steward, Teddy Edwards i Warne Marsh, oraz puzoniści Jimmy Knepper i Billy Byers. W 1946 rozpoczął studia muzyczne w Los Angeles City College. Dokończył je w Los Angeles State College (Cal State LA), uzyskując dyplom w 1951. Niedługo potem jako alcista podjął pracę w big-bandzie Stana Kentona, z którym przez pół roku jeździł w trasy koncertowe. W 1952 musiał odejść z zespołu, otrzymał bowiem powołanie do U.S. Army. Został skierowany do kalifornijskiego Fortu Ord nad Zatoką Monterey, w którym grał w orkiestrze wojskowej. Poznał tam i dzięki jazzowi (grali razem w jam sessions) zaprzyjaźnił się z Clintem Eastwoodem, z którym później pracował przy realizacji wielu filmów. W 1954 zakończył służbę wojskową i powrócił do big-bandu Kentona. Przez pięć lat był czołowym solistą orkiestry oraz twórcą licznych aranżacji, które Kenton stale grał na koncertach oraz przedstawiał na płytach. W wolnym czasie występował także w klubach i nagrywał ze swoimi małymi zespołami. W 1959 opuścił skład orkiestry, odłożył saksofon i zajął się komponowaniem. Niemniej w latach 60. nadal współpracował z Kentonem, aranżując dla niego repertuar. W tym czasie również komponował i aranżował utwory dla takich wykonawców, jak Dean Martin, The King Sisters, Mel Tormé i Carol Burnett.

### Kinematografia i telewizja
W 1962 zaczął orkiestrować muzykę dla różnych programów telewizyjnych i seriali (m.in. Aniołków Charliego) , oraz kompozytora filmowego Jerry’ego Fieldinga. Zinstrumentował dla niego filmy: Szeryf (Lawman, 1971), Nędzne psy (The Straw Dogs, 1971), The Mechanic (1972), Dajcie mi głowę Alfredo Garcii, (Bring Me the Head of Alfredo Garcia, 1974), Gracz (The Gambler, 1974), Straszne misie (The Bad News Bears, 1976), Wyjęty spod prawa Josey Wales (The Outlaw Josey Wales, 1976) i Strażnik prawa (The Enforcer, 1976).
Jako orkiestrator i kompozytor muzyki do filmów nawiązał bliską współpracę z przyjacielem z wojska, aktorem i reżyserem Clintem Eastwoodem. Napisał muzykę m.in. do obrazu Lina (Tightrope, 1984) z jego udziałem, wykonując także partie solowe na saksofonie altowym. Stał się ulubionym kompozytorem Eastwooda. Pracował z nim ponad dwadzieścia lat. Napisał muzykę do czternastu jego produkcji takich, jak Niesamowity jeździec (Palerider, 1985), Wzgórze złamanych serc (Heartbreak Ridge 1986), Bird (1988 – filmowa biografia Charliego Parkera), Co się wydarzyło w Madison County (The Bridges of Madison County, 1996) oraz oscarowej Bez przebaczenia (Unforgiven, 1992). Za muzykę do Birda otrzymał nominację do nagrody BAFTA. Natomiast w 1994 został uhonorowany Primetime Emmy Award za soundtrack do filmu telewizyjnego Trąbka Clifforda Browna (Lush Life).

### Artysta spełniony
Pod koniec lat 80., nie rozstając się z filmem, ani komponowaniem, powrócił do grania dla publiczności. Występował głównie w klubach Los Angeles i okolicznych ze swoimi małymi zespołami, w których grali czołowi jazzmani Zachodniego Wybrzeża, m.in. pianista Frank Stazzeri i saksofonista Bill Perkins. Najczęściej grał jazz wywodzący się z kalifornijskiego coolu. Nagrywał również płyty. Ponadto napisał kilkanaście podręczników poświęconych jazzowej grze na saksofonie, które stały się lekturą obowiązkową dla adeptów tego instrumentu.
Zmarł w domu córki w kalifornijskim Redlands. Był pod opieką hospicjum. Miał 90 lat. Pozostawił żonę – Patricię i córkę – Susan.

## Wybrana twórczość

### Muzyka do filmów telewizyjnych i kinowych
- 1964
  - Faerie Tale Theatre – serial TV, poszczególne odcinki
  - Lina
  - Gorący towar (City Heat)
- 1985
  - Niesamowity jeździec
  - Ulica Sezamkowa: Łapać tego ptaka (Sesame Street Presents: Follow that Bird)
- 1986
  - Never Too Young to Die
  - Ratboy
  - Wzgórze złamanych serc
- 1987 Emanon
- 1988 Bird
- 1990
  - Biały myśliwy, czarne serce (White Hunter Black Heart)
  - Żółtodziób (The Rookie)
- 1992 Bez przebaczenia
- 1993
  - Trąbka Clifforda Browna – film TV
  - Doskonały świat (Perfect World)
- 1995 Co się wydarzyło w Madison County
- 1996 Zły glina (Dogwatch)
- 1997
  - Władza absolutna (Absolute Power)
  - Północ w ogrodzie dobra i zła (Midnight in the Garden of Good and Evil)

### Dyskografia
- 1954 Lennie Niehaus – Vol. 1 – The Quintet (Contemporary Records)
- 1955
  - The Octet – Lennie Niehaus – Volume 2 (Contemporary Records)
  - Lennie Niehaus – Vol. 3 – The Octet #2 (Contemporary Records)
- 1956
  - Lennie Niehaus – Vol. 4 – The Quintets & Strings (Contemporary Records)
  - Lennie Niehaus – Vol. 5 – The Sextet (Contemporary Records)
- 1957 I Swing for You (EnArcy)
- 1990 Lennie Niehaus Quintet – Patterns (Fresh Sounds Records)
- 1993 Unforgiven (Original Motion Picture Soundtrack) – Lennie Niehaus (Varèse Sarabande)
- 1998 Absolute Power (Original Motion Picture Soundtrack) – Lennie Niehaus (Varèse Sarabande)
- 1998 Lennie Niehaus Quintet + One – Seems Like Old Times (Fresh Sounds Records)
- 2000 Live at Capozolli's – The Lennie Niehaus Quintet (Woofy)
- 2005 Sunday Afternoons at Hermosa Beach – The Lighthouse Cafe – The Lennie Niehaus Octet (Woofy)
- 2008 Lennie Niehaus – Bridges of Madison County/Space Cowboys – 2 soundtracks
- 2016 Lennie Niehaus – Complete Fifties Recordings (Phono) – 4 CD

Ze Stanem Kentonem
- 1953 Popular Favorites by Stan Kenton (Capitol, 1953)
- 1955
  - The Kenton Era (Capitol)
  - Contemporary Concepts (Capitol)
- 1956 Kenton in Hi-Fi (Capitol)
- 1957
  - Kenton with Voices (Capitol)
  - Rendezvous with Kenton (Capitol)
- 1958
  - Back to Balboa (Capitol)
  - The Ballad Style of Stan Kenton (Capitol)
- 1959 The Stage Door Swings (Capitol)
- 1961 Kenton Live from the Las Vegas Tropicana (Capitol)
- 1962
  - Sophisticated Approach (Capitol) – aranżer
  - The Creative World of stan Kenton – Adventures in Standards (Capitol) – aranżer
  - Stan Kenton! Tex Ritter! (Capitol) – aranżer, dyrygent
- 1964
  - Stan Kenton/Jean Turner (Capitol) – aranżer
  - Kenton/Wagner (Capitol)

Zestawienie wg dat wydania płyt